# São Gabriel (Schiff, 1497)
Die São Gabriel, eine 1496/97 erbaute Karacke, war das Flaggschiff von Vasco da Gama. Mit ihr verließ er am 8. Juli 1497 den Hafen Restelo in Belém, um einen östlichen Weg nach Indien zu finden. Steuermann und Navigator war der damals sehr bekannte Pêro de Alenquer. Benannt wurde das Schiff nach dem Erzengel Gabriel. In der Literatur wird die São Gabriel vom Schiffstyp her gelegentlich wegen der Ähnlichkeit auch als Nao bezeichnet.

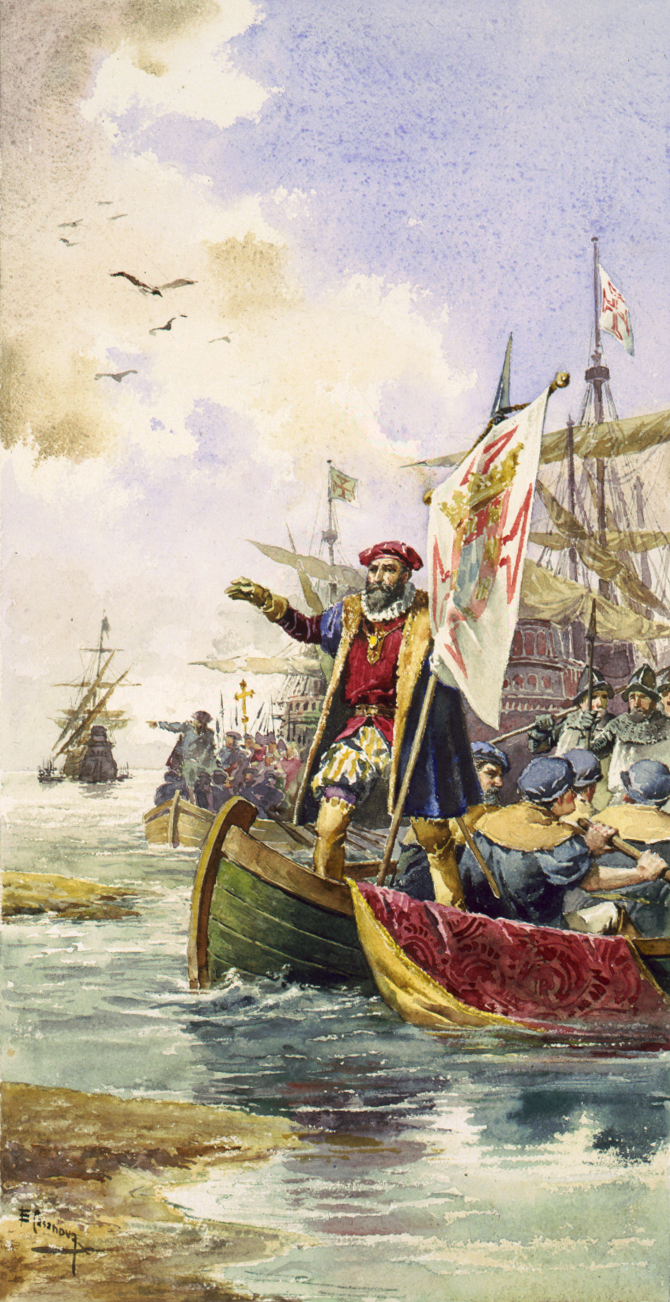
Ankunft da Gamas in Calicut; Gemälde von Ernesto Casanova, ca. 1880

## Geschichte
Am 20. Mai 1498 erreichte Vasco da Gama, von Ostafrika kommend, nach 2.700 Seemeilen in 27 Tagen mit ihr Calicut an der Malabarküste, auch Pfefferküste genannt, in Kerala. Die Rückfahrt bis Malindi im heutigen Kenia, dauerte mehr als drei Monate. Nach einem Umweg über die Azoren auf dem Rückweg nach Portugal, verlieren sich dort die Spuren des Schiffs in der Geschichte. Da Gama kam ohne sie am 9. September 1499 mit einer kleinen Menge indischer Gewürze nach Lissabon.

## Das Schiff
Die Besegelung des Dreimasters ähnelte stark anderen Karacken der Zeit um 1500. Mit je zwei Rahsegeln an Fock- und Großmast sowie einem Lateinsegel am Besanmast hatte dieser Schiffstyp gute Segeleigenschaften auch hart am Wind. Das Schiff hat ein Längen-Breiten-Verhältnis von 2,5:1 und wirkte trotz seines langen Quarterdecks, das bis in die Schiffsmitte reichte, sehr rund. Markant ist auch der dreieckige Aufbau auf dem Bug. Das um 1450 entstandene Schiffsmodell einer „Katalanischen Nau“ im Marinemuseum „Prins-Hendrik-Schiffahrtsmuseum“ in Rotterdam wird häufig als Vergleich für die Entwicklung dieses Schiffstypus herangezogen. Auch die Santa Maria seines „spanischen“ Konkurrenten Kolumbus war nach dessen Meinung vom Schiffstyp her eine Nao.
Die Führungsmannschaften der einzelnen Schiffe der Flotte setzten sich wie folgt zusammen:
| Karavelle/Karacke           | Schiffsbesatzung                                                            |
| --------------------------- | --------------------------------------------------------------------------- |
| São Gabriel                 | Generalkapitän: Vasco da Gama Pilot: Pero de Alenquer Schreiber: Diogo Dias |
| São Rafael                  | Kapitän: Paulo da Gama Pilot: João de Coimbra Schreiber: João de Sá         |
| Bérrio                      | Kapitän: Nicolao Coelho Pilot: Pero Escobar Schreiber: Álvaro Braga         |
| Versorgungsschiff São Maria | Kapitän: Gonçalo Nunez Pilot: Afonso Gonçalves                              |